# Goshin

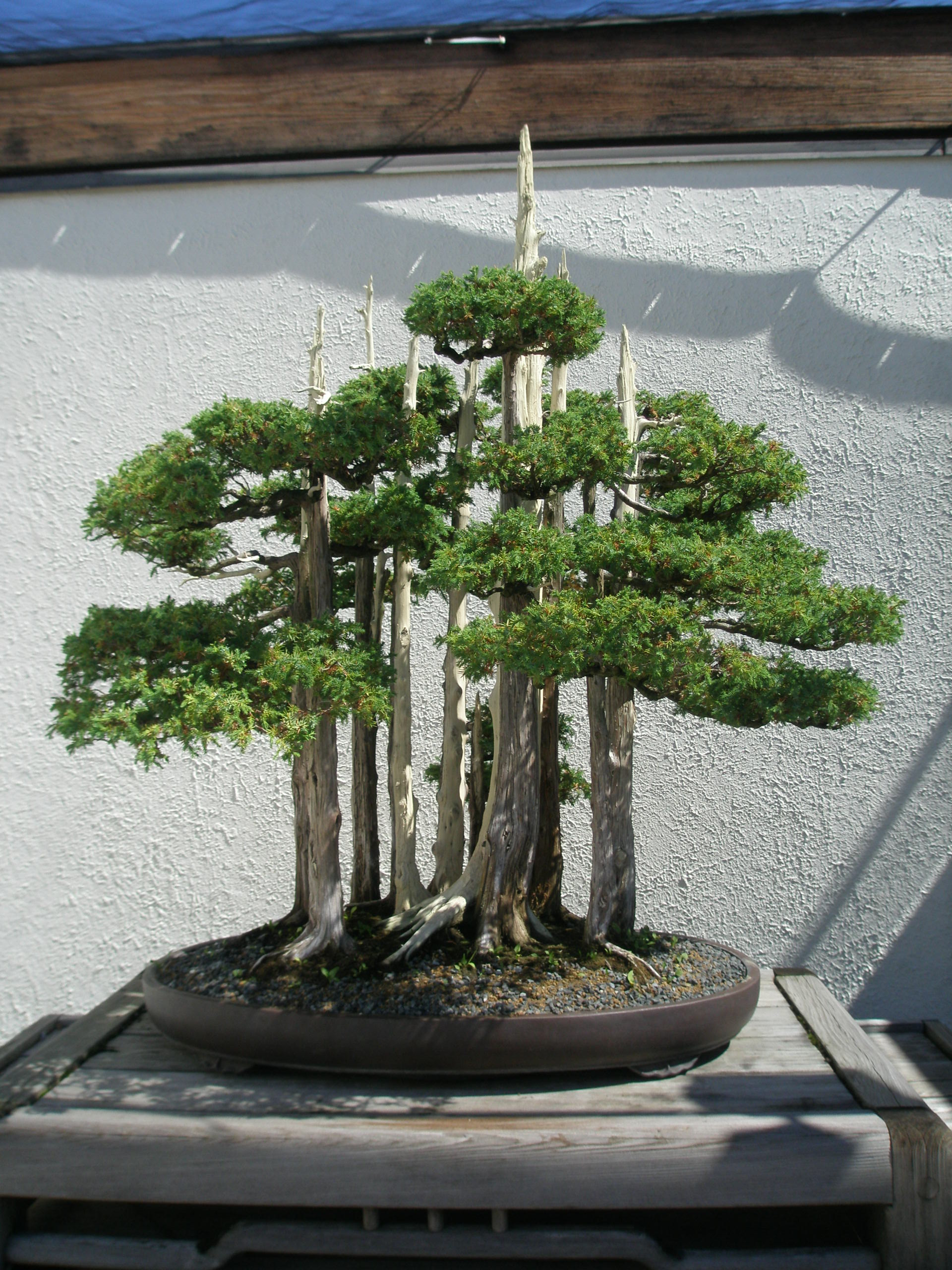
Obra prima de John Naka, Goshin, en la exposición del Arboretum Nacional de Estados Unidos.

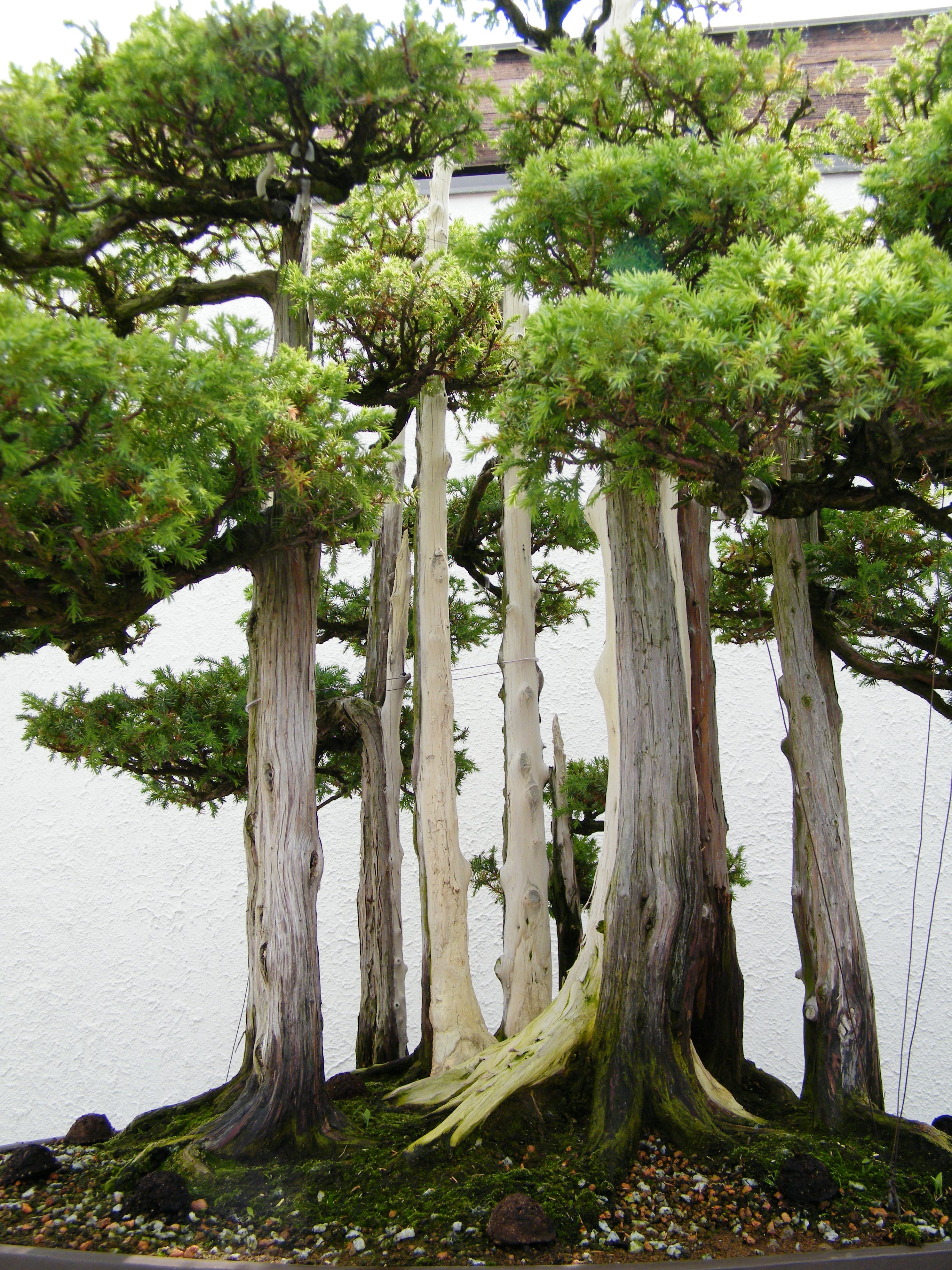
Detalle del Goshin

Goshin (護神?  lit. protector de los espíritus) es un bonsái creado por el horticultor estadounidense John Y. Naka. Se trata de un pequeño bosque compuesto por once enebros de la China (Juniperus chinensis Foemina). En 1948 Nakata comenzó a cultivar el primero de los bonsáis. Este fue donado a la Fundación Nacional del Bonsái en 1984, para que fuera exhibido en el Arboretum Nacional de Estados Unidos, donde permanece allí desde entonces. Cada uno de los árboles representa a un nieto de Naka.

## Historia
Naka comenzó el cultivo de los de los árboles, de los once que acabarían por completar el Goshin, en 1948. El horticultor creó el "estilo de los dos árboles" utilizando dos enebros de la china (Juniperus chinensis Foemina) de igual estatura. En 1953, Naka creó el estilo Chokkan (de forma vertical) Foeminia, durante una demostración a sus alumnos acerca del bonsái. Adquirió también un árbol más alto (el mayor y el principal de la composición del bonsái), que fue trasplantado y gradualmente afinado, dándole así la forma que deseaba; el árbol quedó listo para ser exhibido en 1960.
La obra alcanzó la forma y aspecto de un pequeño bosque en 1964. Inspirado en los bosques de criptomerias cercanos a un santuario de Japón, Naka combinó los cuatro árboles que ya había desarrollado en una composición única de 1,2 metros de altura. Poco tiempo después añadió tres árboles más, creando un bosque bonsái compuesto por siete plantas leñosas. Naka se vio también forzado a cambiar su recipiente para asegurar un drenaje adecuado al observar que el recipiente anterior ya había provocado la muerte de uno de los árboles y de sus sucesores. En esta época, Naka tenía siete nietos, los cuales pasaron a ser representados por cada una de los árboles. Por insistencia de sus compañeros ―artistas de la creación de bonsáis―, Naka dio un nombre al conjunto; lo designó  Goshin, que significa protector del espíritu, en referencia al santuario del bosque que le inspiró. En 1973, Naka tenía ya once nietos, lo que lo motivó a que aumentara el número de árboles del Goshin.
En 1984, el Goshin fue exhibido en la Philadelphia Flower Show, a mediados de marzo, donde fue contemplado por cerca de 250.000 personas. Al finalizar el programa de la exposición, Naka donó el Goshin a la Federación Nacional de Bonsáis (la cual había recibido ayuda del mismo Naka en su apertura en 1976), para que fuera exhibido en la nueva construcción del North American Pavilion (nombrado así en su honor) del National Bonsái & Penjing Museum, en Washington D. C. Desde 1984, el Goshin figuró repetidas veces en las portadas de revistas de bonsáis de renombre, siendo uno de los conjuntos más conocidos de esta rama a nivel mundial.
Naka regresó frecuentemente a Washington para la supervisión y el mantenimiento del Goshin, incluido su extenso trabajo realizado en 1999 sobre la obra. Más tarde, el mismo año, Naka creó otro bonsái forestal conocido como Goshin Two. El Goshin permanece en el Arboretum Nacional de Estados Unidos.